# Gilbert Favre
Gilbert Favre (19 de noviembre de 1936-Ginebra, 12 de diciembre de 1998) fue un antropólogo suizo, amante del jazz y aficionado al clarinete y a la quena. Durante su estadía en Chile y Bolivia, se dedicó a explorar la cultura y el folclore de América Latina. Fue miembro fundador del grupo Boliviano Los Jairas, donde tocó la quena, y comúnmente conocido como «El Gringo» por el público boliviano.

## Biografía
Durante su estadía en Chile como asistente del antropólogo suizo Jean-Christian Spahni, conoció en 1960 a la cantautora y folclorista chilena Violeta Parra de quien fuera pareja por algunos años. Durante los años que Favre vivió con Parra, ella compuso Gracias a la vida debido al intenso amor que sentía por él. A principios de la década de 1960, Favre regresó a Ginebra acompañado por Violeta. Después de vivir unos años en Europa, regresaron a América del Sur en 1965, sin embargo, Favre se trasladó a Bolivia separándose de la folclorista, quien se quedó en Chile.
En Bolivia, Favre comenzó a tocar y experimentar con la música andina con el guitarrista Alfredo Domínguez y el charanguista Ernesto Cavour en el grupo Los Jairas. Debido a la repercusión que Favre, Domínguez y Cavour ganaron en los medios de comunicación bolivianos, el músico decidió no regresar a Chile, dejando, por consiguiente, a Violeta. A raíz de esto, ella escribió Run Run se fue pa'l norte, dedicada a Favre. Más tarde, Favre conoció a Indiana Reque Terán, con quien se casó. Hasta ese momento, Violeta Parra que estaba en Chile desconocía su matrimonio. En 1966 viajó para reencontrarse con Favre en Bolivia y lo encontró casado.
Posteriormente, Favre regresó a Europa para instalarse en la Dordoña (Francia). Con Indiana Reque Terán tuvo dos hijos: Patrick y Christian. Finalmente, Favre e Indiana se divorciaron. Favre se casó con la periodista estadounidense Barbara Erskine cuando trabajaba para el New York Times y se trasladaron a Russin, en Ginebra. Favre falleció en 1998.
En 2000 su hijo regresó a Bolivia con un grupo de música andina boliviana compuesto por niños franceses que fundó junto con el hijo de Alfredo Domínguez, amigo de su padre e integrante de los Jairas.